# Voisin frères
Ne doit pas être confondu avec Avions Voisin.
Aéroplanes Voisin ou Voisin frères est un des premiers constructeurs aéronautiques français, fondé en 1906 par les frères Gabriel et Charles Voisin, à Issy-les-Moulineaux, renommé Société anonyme des aéroplanes G. Voisin à la disparition de Charles en 1912, et transformé en constructeur automobile Avions Voisin en 1918.

## Histoire

### Débuts

Les frères Gabriel et Charles Voisin en 1906.

Gabriel s’associe avec Louis Blériot en société Blériot-Voisin pour la création des Blériot III et Blériot IV, avant de se séparer et de racheter l'atelier de ce dernier du 36 bld Gambetta à Issy-les-Moulineaux, pour créer en 1906 l'industrie Appareils d'aviation Les Frères Voisin avec son frère Charles Voisin, rue de la Ferme à Billancourt. 
Gabriel conçoit alors son premier Biplan Voisin avec l'aide d'Ernest Archdeacon (fondateur de l’Aéro-Club de France) et Maurice Colliex, en exploitant le brevet américain du Wright Flyer (premier vol historique de 37 m des frères Wright de 1903 aux États-Unis). Ce biplan est dans un premier temps un hydro-planeur Archdeacon-Voisin sans moteur, dont les premiers essais de vol ont lieu sur la Seine à Boulogne-Billancourt, le 8 juin 1905, avec un vol d'environ 600 m à environ 20 m d'altitude, tiré par un bateau runabout Antoinette piloté par Alphonse Tellier. 

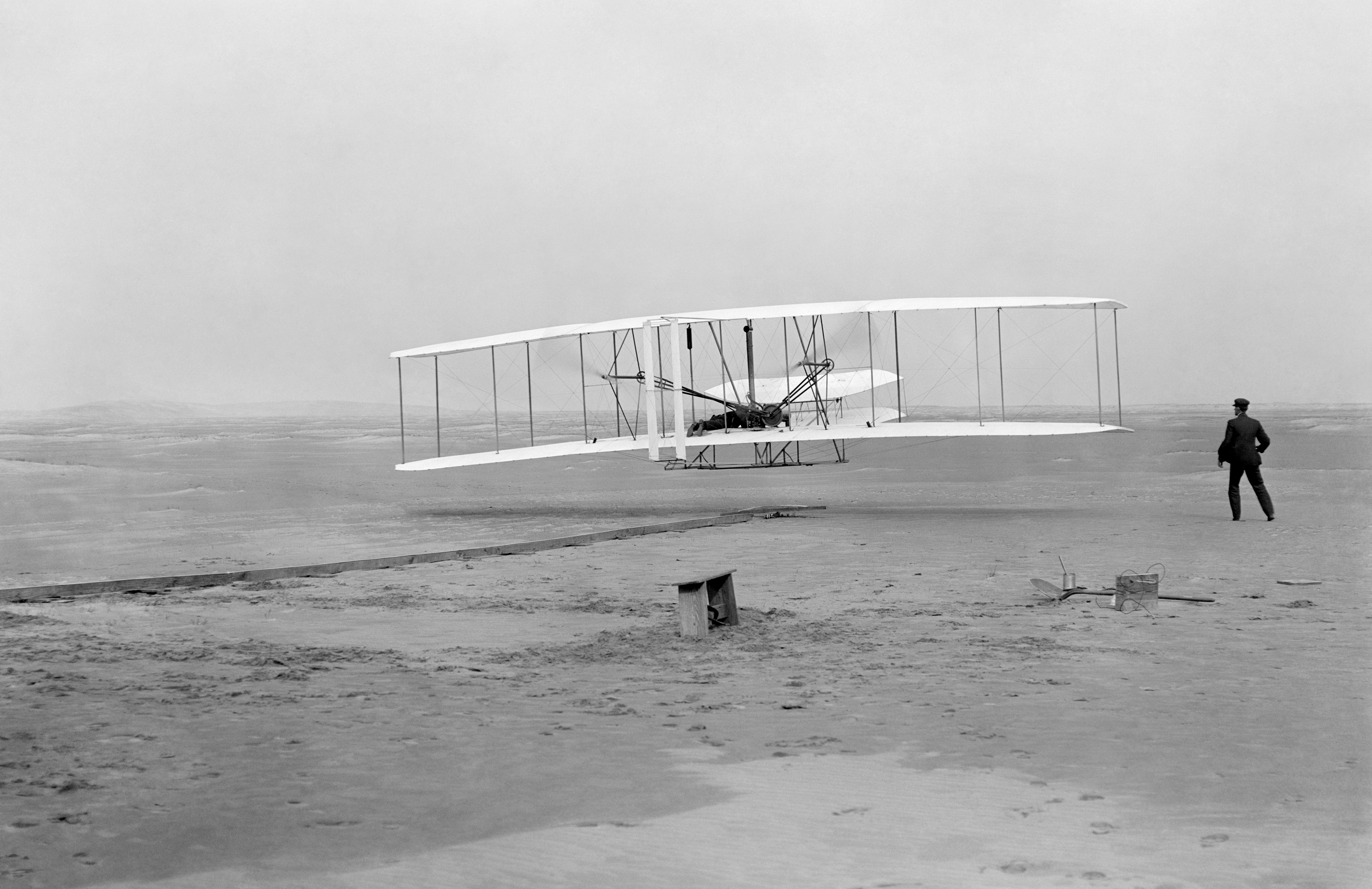
Wright Flyer, des frères Wright, de 1903.
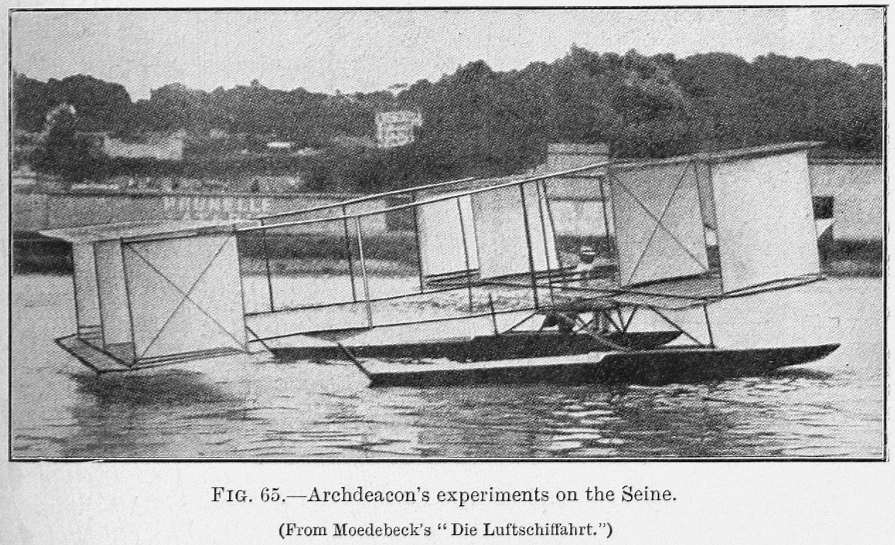
Premier hydro-planeur Archdeacon-Voisin de 1905.
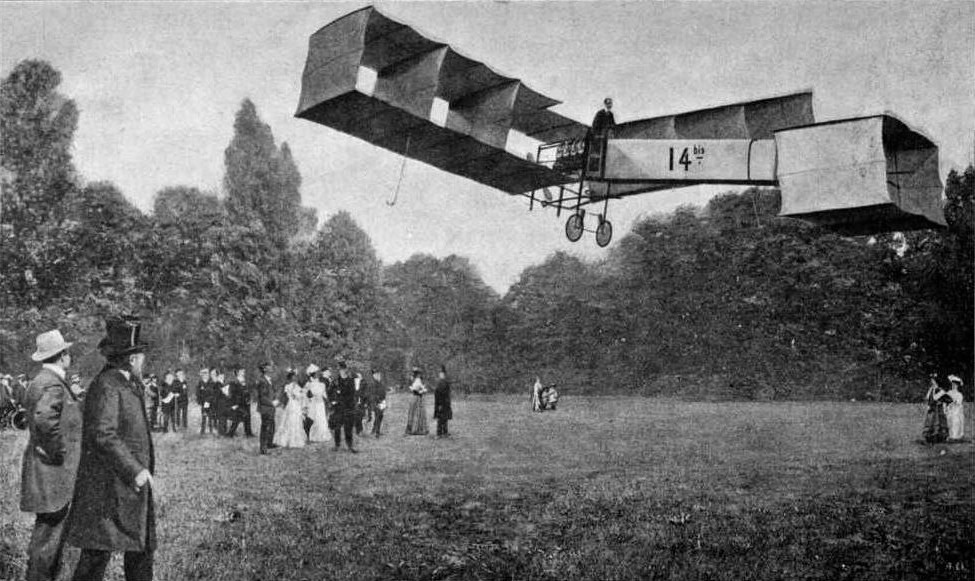
14-bis d'Alberto Santos-Dumont, de 1906.
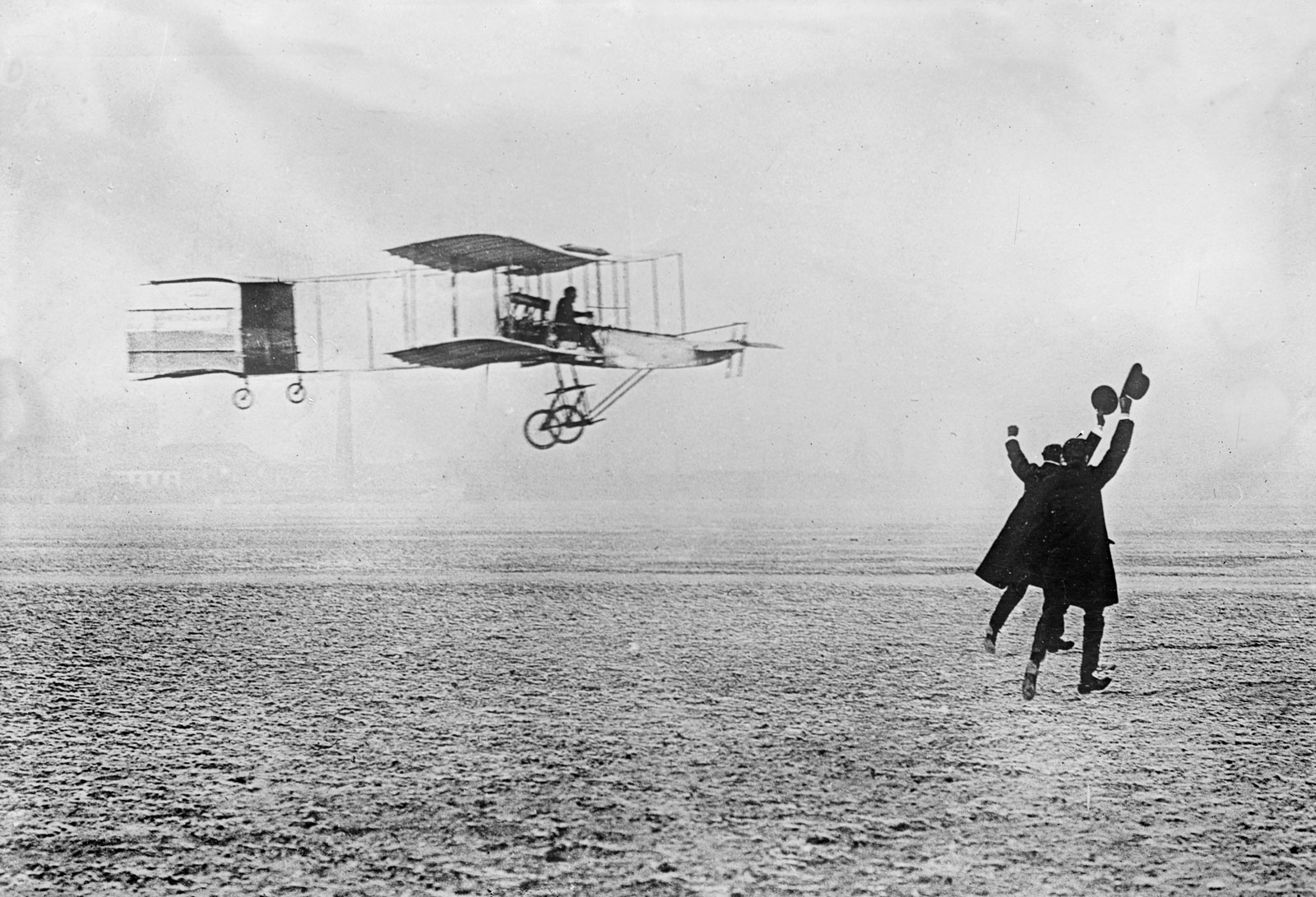
Henri Farman et son Biplan Voisin-Farman I, en 1908.

Léon Levavasseur leur fournit alors ses moteurs Antoinette 8V de 50 ch d'avions à hélice propulsive, pour 55 km/h en vitesse de pointe. Les premiers exemplaires de l'avion sont nommés d’après le nom de leurs clients-pilotes Ernest Archdeacon, Léon Delagrange et Henri Farman (planeur Archdeacon-Voisin, Voisin-Delagrange I, ou Voisin-Farman I...). 
Alberto Santos-Dumont leur confie alors la fabrication de son 14-bis de 1906, également motorisé par un moteur Antoinette 8V de 50 ch (premier vol d'avion français « plus lourd que l'air » de l'histoire de l'aviation, du 12 novembre 1906).
Charles Voisin accomplit son premier vol d'essai motorisé, de 10 m, avec son Biplan Voisin-Farman I, le 15 mars 1907 au parc de Bagatelle du 16e arrondissement de Paris, puis un vol réussi de 60 m à 4 m d'altitude le 30 mars 1907 avec le Biplan Voisin-Delagrange I de son client Léon Delagrange. 
Le Biplan Voisin est exposé avec succès au 1er salon de l’aéronautique du Grand Palais de Paris de 1908, en même temps que le Demoiselle d'Alberto Santos-Dumont, pour être fabriqué et vendu à près de 70 exemplaires dans le monde. 
Le 21 mars 1908, aux commandes de l'aéroplane Voisin 1 Bis disposant d'un moteur Antoinette de 8 cylindres et de 50 chevaux, Henri Farman va parvenir à voler sur 3500 mètres, distance ramenée à 2 004 mètres 80 par les contrôleurs du vol.

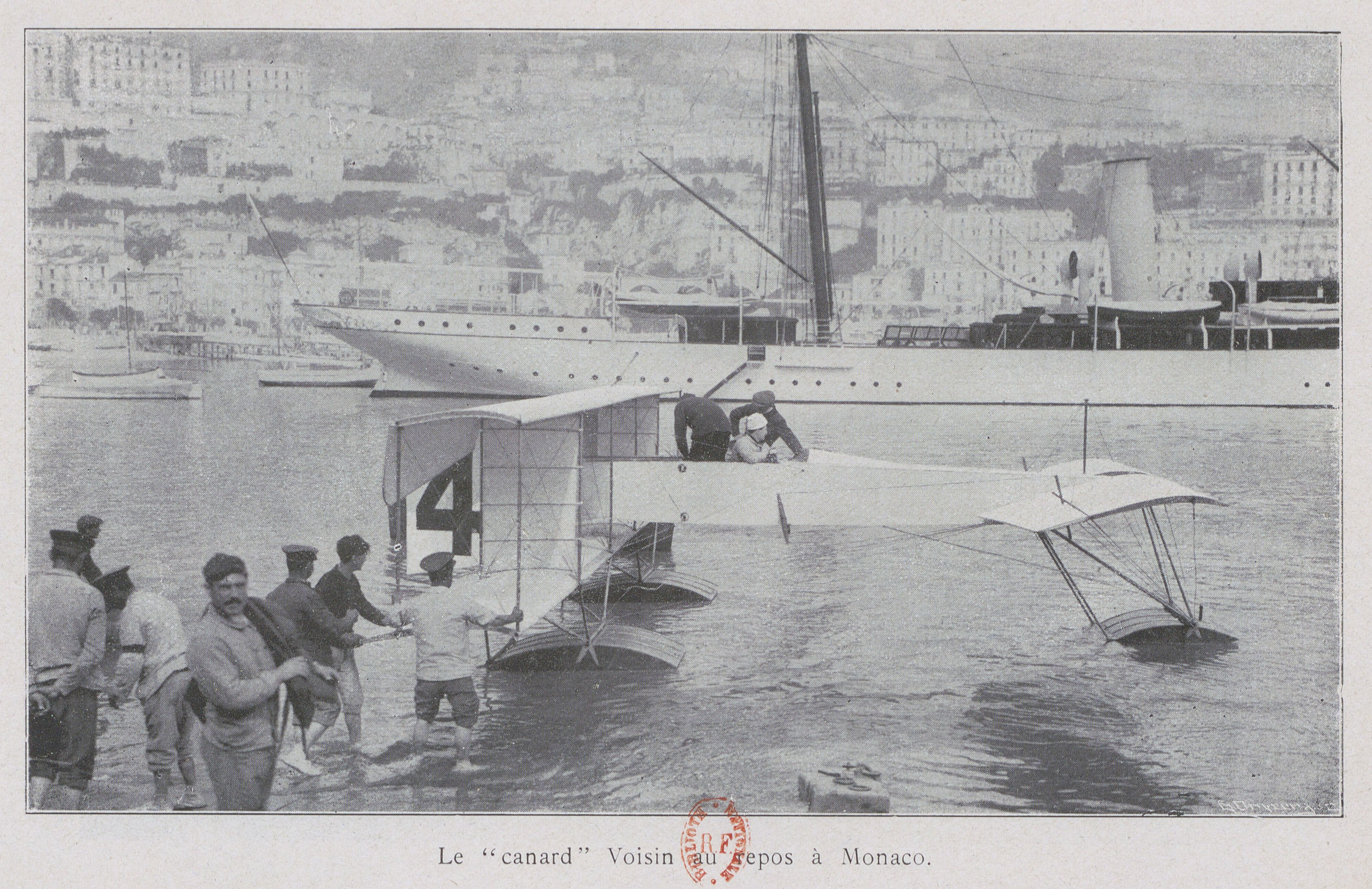
Hydravion Canard Voisin de 1911, au port Hercule de Monaco.

Durant les années 1909-1912, l'ingénieur-pilote Louis Gaudart participe activement aux premiers meetings aériens sur biplan Voisin. Non seulement en France (Dinard, Port-Aviation, Rouen, Lyon, Bar-le-Duc…) mais aussi à l'étranger : Hollande, Belgique, Espagne (Madrid, Saragosse, Barcelone). 

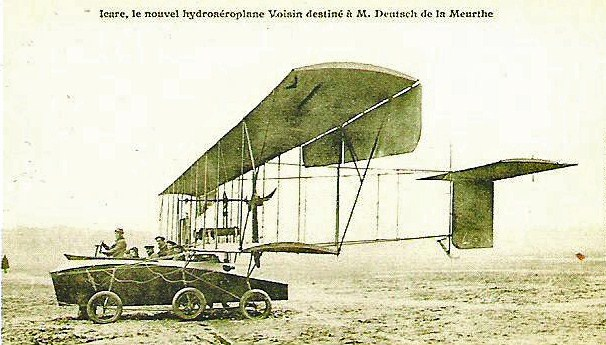
Hydravion prototype Voisin Icare Aero-Yacht de 1912.

Le Canard Voisin est une variante hydravion de 1911 (et du premier hydro-planeur Archdeacon-Voisin précédent de 1905) à moteur en étoile Anzani de 60 ch, un des modèles emblématiques de la marque, vendu avec succès à près de 80 exemplaires. 
Charles Voisin disparaît en 1912, d'un accident de la route. 

### Première Guerre mondiale

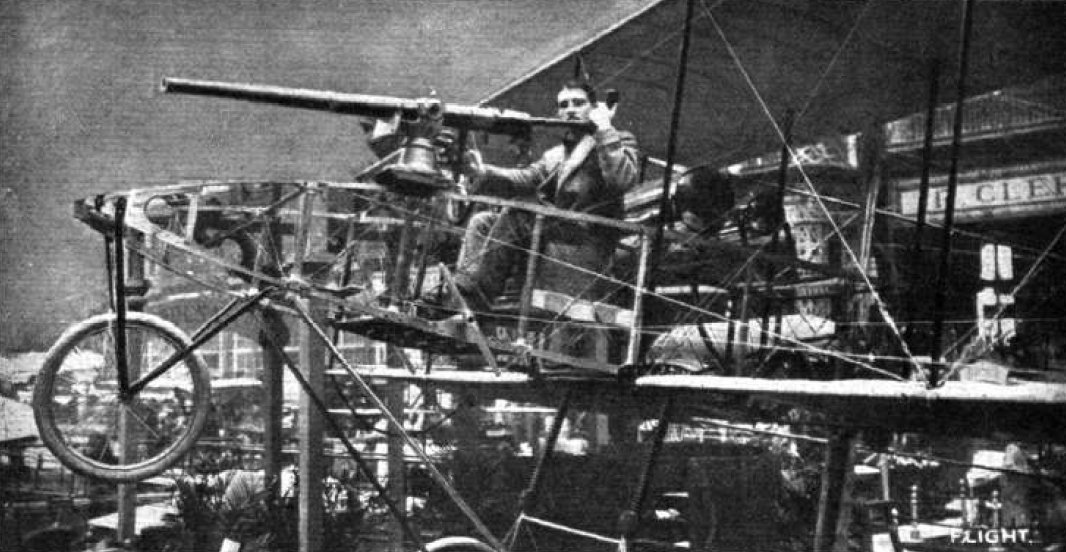
Biplan expérimental avec une mitrailleuse actionnée par le passager.

L'industrie Voisin frères fabrique à partir de 1912 une série d'avion de la Première Guerre mondiale, pour l'effort de guerre des Alliés de la Première Guerre mondiale, avec ses Voisin I, II et III (1912), Voisin IV (1915), Voisin 5 (1915), Voisin 6 (1916), Voisin 7 (en) (1916), Voisin 8 et 9 (1916), Voisin 10 et 11 (1917), Voisin 12 (en) (1918)...  
Peu de temps après le déclenchement de la Première Guerre mondiale, il est devenu évident que l'industrie de l'aviation française ne pouvait pas produire des avions en nombre suffisant pour répondre aux besoins militaires. Les industriels présents dans d'autres champs d'activités deviennent des sous-traitants, et plus tard des constructeurs sous licence, pour l'industrie aéronautique. Le premier de ces partenariats est signé entre Louis Charles Breguet et Michelin. Gabriel Voisin prend du retard dans ce domaine, bien que ses créations soient produites en quantité par ses partenaires de Russie. En 1918, Voisin établit deux partenariats qui débouchent sur la création de coentreprises Voisin-Lafresnaye, un constructeur de fuselage, et la Société Voisin-Lefebvre, un constructeur de moteurs d'avions.

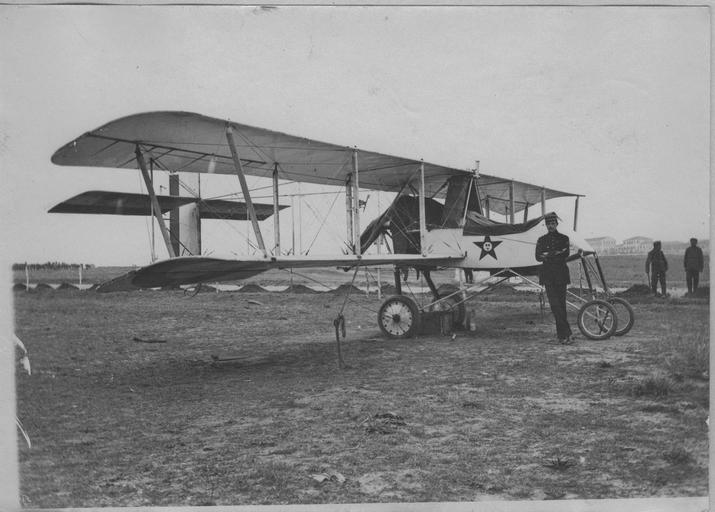
Voisin III (1914).
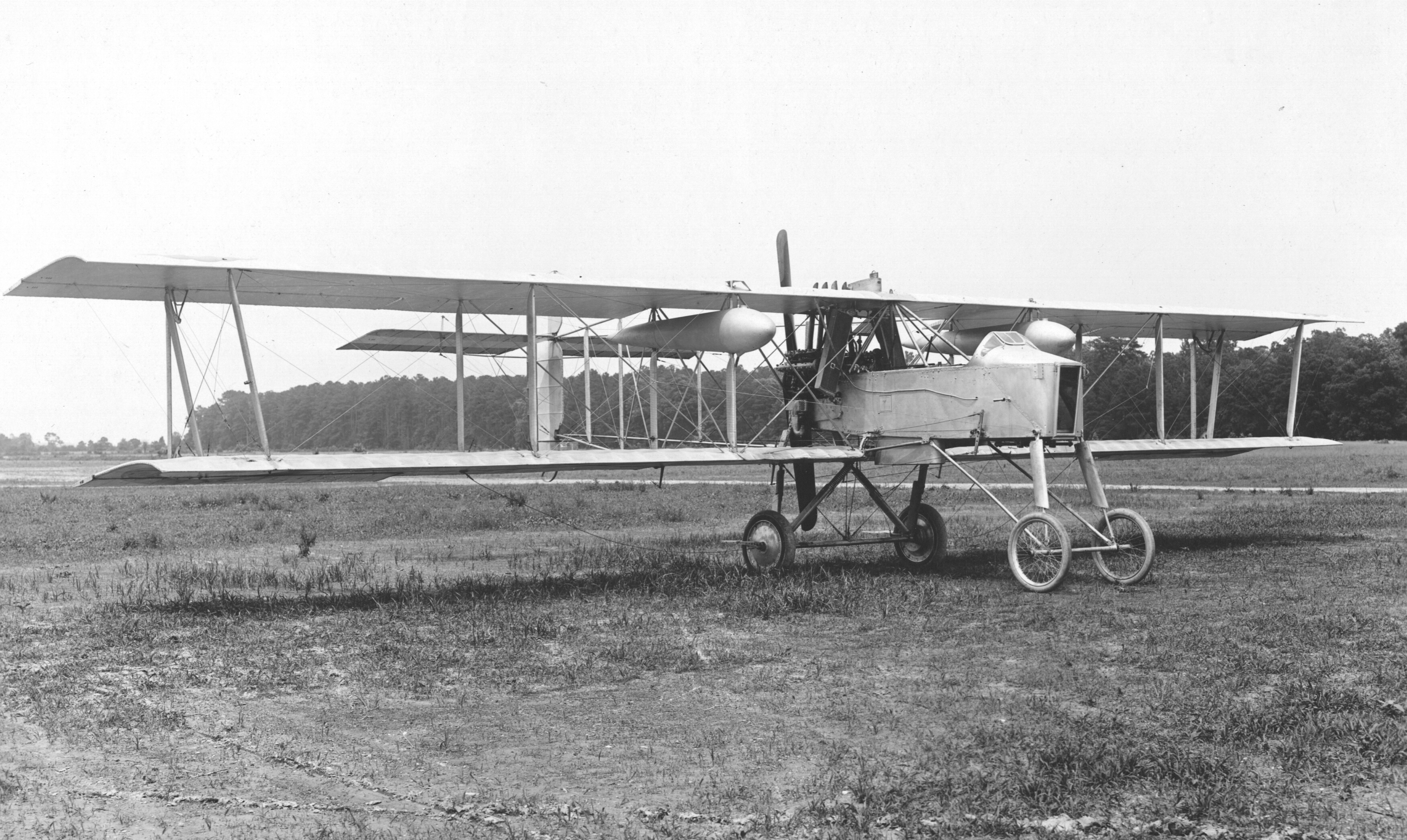
Voisin 8 (1916).
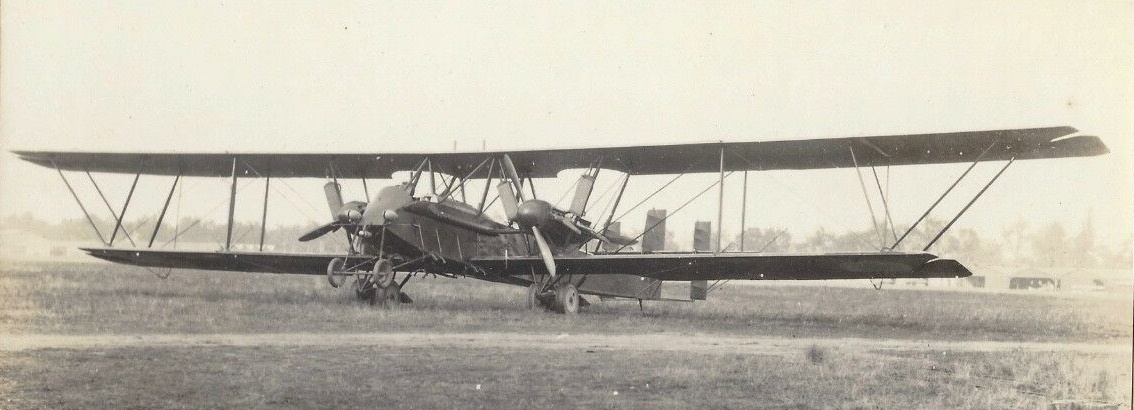
Voisin 12 (en) (1918).

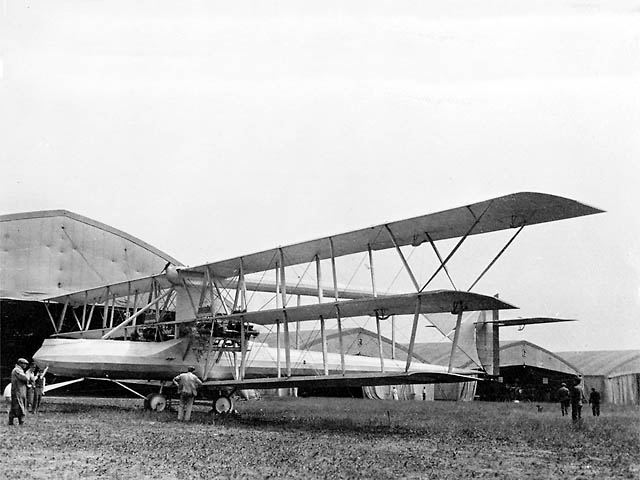
Triplan Voisin bombardier quadrimoteur, exemplaire unique (1915).

Après le Voisin VII vint l'avion le plus puissant produit par les Aéroplanes Voisin, mais aussi celui qui connut le plus de succès, à savoir les Type LAP et Type LBP, connus sous le nom Voisin 8. Cet avion sera le principal bombardier de nuit pour l'armée française en 1916-1917, avec plus de mille exemplaires construits. La conception du Voisin 9 ou Type LC, destiné à être un avion de reconnaissance, est un échec et il est supplanté par le Salmson 2 et Breguet 14. Le Voisin 10, Type LAR et Type LBR, consiste en une amélioration du Voisin VIII avec un moteur Renault plus fiable à la place du moteur Peugeot qui l'équipait auparavant. Les livraisons sont retardées à plusieurs reprises, mais près de neuf cents sont construits avant la fin de la guerre.
Le dernier modèle de conception Voisin, le Voisin 12 (en), réalise des essais avec succès en 1918, mais la fin de la guerre rend sa mise en production inutile. Contrairement aux aéroplanes Voisins précédents, le Voisin 12 est un grand bombardier de nuit biplace.

### Après guerre
Gabriel Voisin abandonne l'industrie de l'aviation à la fin de la guerre, pour se reconvertir en 1918 dans l'industrie automobile (inspirée de l'aéronautique) avec la marque de prestige Avions Voisin.